# ولایت آلتای
ولایت آلتای (به قزاقی: التاي ايماعى، به سیریلیک: Алтай аймағы)(به اویغوری: ئالتاي ۋىلايىتى)(به چینی: 阿勒泰地区، به پین‌یین: Ālètài Dìqū) یک ولایت در جمهوری خلق چین است که در سین‌کیانگ واقع شده‌است.
در موردی استثنایی در سلسله مراتب تقسیمات اداری در جمهوری خلق چین، این ولایت، به همراه ولایت تارباغاتای، خود تحت مدیریت ولایت خودمختار ایلی قزاق به مرکزیت شهر قولجا می باشد.

## جمعیت
ولایت آلتای ۱۱۷٬۷۱۰ کیلومترمربع مساحت و ۶۴۸٬۱۷۳ نفر جمعیت دارد.
| ترکیب قومیتی ولایت آلتای | ترکیب قومیتی ولایت آلتای | ترکیب قومیتی ولایت آلتای | ترکیب قومیتی ولایت آلتای | ترکیب قومیتی ولایت آلتای |
| ------------------------ | ------------------------ | ------------------------ | ------------------------ | ------------------------ |
| قومیت                    | قومیت                    |                          | درصد                     | درصد                     |
| قزاق                     | قزاق                     |                          | ۵۲٫۸٪                    | ۵۲٫۸٪                    |
| هان                      | هان                      |                          | ۳۹٫۸٪                    | ۳۹٫۸٪                    |
| هوئی                     | هوئی                     |                          | ۳٫۸٪                     | ۳٫۸٪                     |
| اویغور                   | اویغور                   |                          | ۱٫۴٪                     | ۱٫۴٪                     |
| مغول                     | مغول                     |                          | ۱٫۰٪                     | ۱٫۰٪                     |
| تاتار                    | تاتار                    |                          | ۰٫۲٪                     | ۰٫۲٪                     |
| روس                      | روس                      |                          | ۰٫۱٪                     | ۰٫۱٪                     |
| منجو                     | منجو                     |                          | ۰٫۱٪                     | ۰٫۱٪                     |
| سایر                     | سایر                     |                          | ۰٫۸٪                     | ۰٫۸٪                     |
| منبع سرشماری جمعیت :     |                          |                          |                          |                          |

## تاریخ

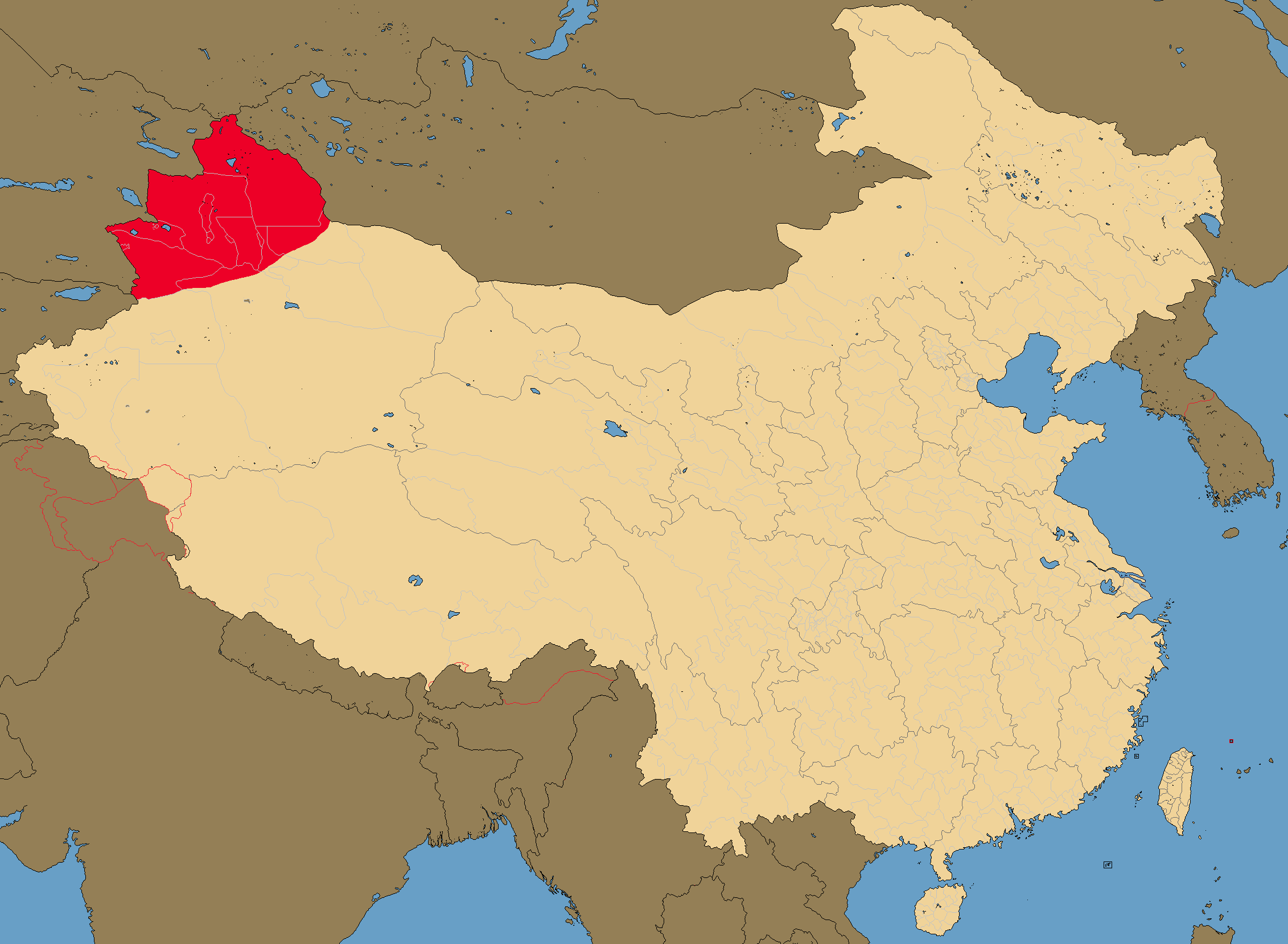
نقشه مناطق تحت کنترل جمهوری ترکستان شرقی (۱۹۴۴-۱۹۴۹)

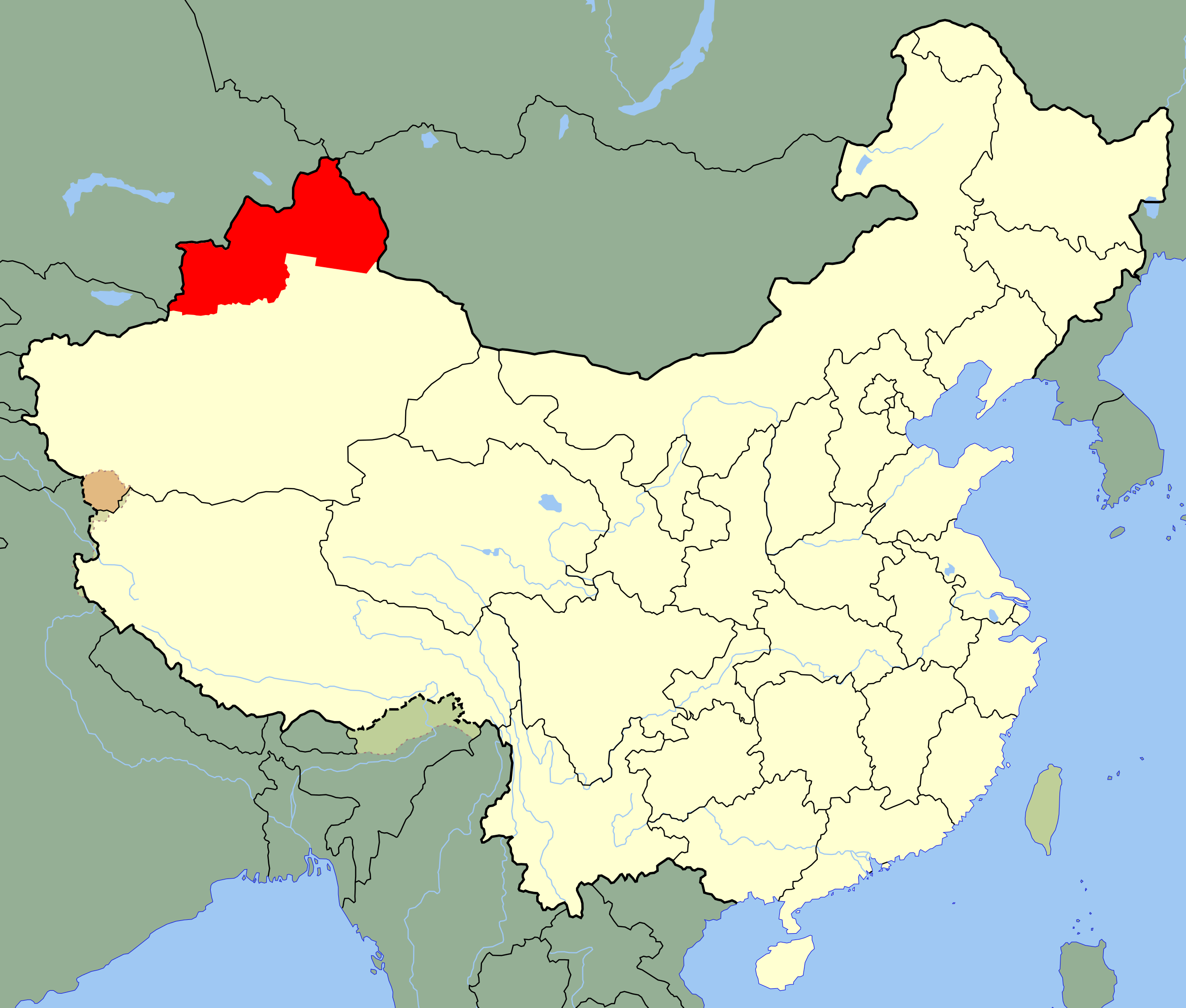
نقشه ولایت خودمختار ایلی در زمان تاسیس (سپتامبر ۱۹۵۴)

در سال‌های آخر جنگ جهانی دوم، در سال ۱۹۴۴ میلادی، مردمان قزاق و اویغور منطقه، با حمایت شوروی، علیه دست‌نشاندگان چیانگ کای شک و جنگ‌سالاران وفادار به جمهوری چین قیام کردند. نتیجهٔ این قیام، تاسیس جمهوری ترکستان شرقی در منطقهٔ ایلی در شمال سین‌کیانگ بود.
این جمهوری تا سال ۱۹۴۹ میلادی، بر اراضی که امروز شامل ولایت خودمختار ایلی قزاق، ولایت خودمختار بورتالا مغول، و شهر قارامای می‌شوند، حکومت کرد.  منطقهٔ ایلی در آن زمان متشکل از سه ولایت «ایلی»، «آشان» (آلتای) و «تارباغاتای» تشکیل شده بود.
با پیروزی حزب کمونیست چین در جنگ داخلی چین در سال ۱۹۴۹ میلادی، تاسیس جمهوری خلق چین، و تلاش حکومت تازه تاسیس بر تثبیت حاکمیت خویش، مائو تسه‌تونگ از رهبران جمهوری ترکستان شرقی درخواست کرد که دست از آرمان استقلال برداشته و به حاکمیت چین برگردند. با فشار و اصرار متحد اصلی جمهوری ترکستان شرقی، یعنی اتحاد جماهیر شوروی، رهبران جدایی‌طلب چاره‌ای جز قبول درخواست مائو نداشتند. در نتیجه، در سپتامبر ۱۹۴۹ میلادی، بدون خونریزی و درگیری، منطقهٔ ایلی منحل شده، و سه ولایت آن جمهوری خلق چین پیوسته و در تابعیت استان سین‌کیانگ قرار گرفتند.
در ژوئیه ۱۹۵۴ میلادی، ولایت خودمختار بورتالا مغول از ایلی (مقاله به چینی) جدا شد.
در سپتامبر ۱۹۵۴، ولایت خودمختار ایلی قزاق در منطقهٔ ایلی، تابع حکومت استانی سین‌کیانگ تاسیس شد. سه ولایت آلتای، تارباغاتای و ولایت خودمختار بورتالا مغول، بدون انحلال، در تابعیت این ولایت جدید قرار گرفتند. در همین تاریخ، ایلی منحل شده و شهرستان‌های تابع آن، تحت مدیریت مستقیم منطقهٔ خودمختار قرار گرفتند.
یک سال بعد، در اکتبر ۱۹۵۵ میلادی، استان سین‌کیانگ به «منطقهٔ خودمختار سین‌کیانگ اویغور» ارتقاء یافت.
در سال ۱۹۷۵، با ترکیب مجدد شهرستان‌های تابع مستقیم ولایت خودمختار، «ولایت ایلی» دوباره تاسیس شد.
در اوت ۱۹۷۵ میلادی، مرکز اداری ولایت خودمختار ایلی قزاق از شهر قولجا به شهر کویتون منتقل شد.
در سپتامبر ۱۹۷۹، ولایت خودمختار بورتالا مغول از تابعیت ولایت خودمختار در آمده، و مستقیما در تابعیت اداری منطقه خودمختار سین‌کیانگ قرار گرفت.
در اوت ۱۹۷۹ میلادی، مرکز اداری ولایت خودمختار ایلی قزاق از شهر کویتون به شهر قولجا برگردانده شد.
در دسامبر ۲۰۱۱، شهر بیتون به عنوان شهر وابسته به بینگتوان و «شهر تابع مستقیم منطقه خودمختار» تاسیس شده، از تابعیت ولایت آلتای و ولایت خودمختار ایلی قزاق در آمده، و مستقیما در تابعیت اداری منطقه خودمختار سین‌کیانگ قرار گرفت.

## تقسیمات اداری
ولایت آلتای به ۱ شهر در سطح شهرستان و ۶ شهرستان تقسیم شده است.
|   |                            |                     |                   |           |               |            |        |             |  |
|   | نام                        | اویغوری             | زبان قزاقی        | حروف چینی | پین‌یین        | جمعیت-۱۳۹۹ | مساحت  | تراکم جمعیت |  |
| ۱ | شهر آلتای                  | ئالتاي شەھىرى       | التاي قالاسى      | 阿勒泰市  | Ālètài Shì    | ۲۲۱٬۴۵۴    | ۱۰٬۸۲۶ | ۲۰٫۴۶       |  |
| ۲ | شهرستان بورچین             | بۇرچىن ناھىيىسى     | بۋىرشىن اۋدانى    | 布尔津县  | Bù'ěrjīn Xiàn | ۷۲٬۸۹۴     | ۱۰٬۳۴۵ | ۷٫۰۵        |  |
| ۳ | شهرستان کوک‌توقای / فویون   | كوكتوقاي ناھىيىسى   | كوكتوعاي اۋدانى   | 富蕴县    | Fùyùn Xiàn    | ۹۹٬۷۴۸     | ۳۲٬۲۰۹ | ۳٫۱۰        |  |
| ۴ | شهرستان بورول‌توقای / فوهای | بۇرۇلتوقاي ناھىيىسى | بۋرىلتوعاي اۋدانى | 福海县    | Fúhǎi Xiàn    | ۷۵٬۵۳۷     | ۳۳٬۲۶۱ | ۲٫۲۷        |  |
| ۵ | شهرستان قابا / هاباهه      | قابا ناھىيىسى       | قابا اۋدانى       | 哈巴河县  | Hābāhé Xiàn   | ۸۲٬۵۲۴     | ۸٬۱۸۱  | ۱۰٫۰۹       |  |
| ۶ | شهرستان چینگیل / چینگهه    | چىڭگىل ناھىيىسى     | شىڭگىل اۋدانى     | 青河县    | Qīnghé Xiàn   | ۶۱٬۶۸۰     | ۱۵٬۷۴۳ | ۳٬۹۲        |  |
| ۶ | شهرستان جمینئی             | جېمىنەي ناھىيىسى    | جەمەنەي اۋدانى    | 吉木乃县  | Jímùnǎi Xiàn  | ۳۴٬۳۳۶     | ۷٬۱۴۶  | ۴٫۸۰        |  |